# Kutina
Kutina är en stad i Kroatien. Staden har 14 814 invånare (2001) och ligger i Sisak-Moslavinas län i centrala Kroatien. Staden är den största orten i regionen Moslavina.

## Historia
Den 10 november 1256 nämns staden för första gången i ett skrivet dokument utfärdat av den kroatisk-ungerske kungen Béla IV. 1789 öppnade stadens första folkskola och den 3 mars 1837 utsåg kejsaren Ferdinand I Kutina till köpstad med speciella handelsprivilegier.

## Arkitektur
Kyrkan Vår fru av snön (Crkva svete Marije Snježne) uppfördes i slutet av 1700-talet och bär stildrag från senbarocken. Den har en täckt portik och invändigt är den utsmyckad med stuck och trompe l'œil-målningar av Josip Görner. I Erdödyborgen som uppfördes av adelsfamiljen Erdödy under 1700-talet finns Moslavinamuseet. I museet finns historiska dokument, föremål och folkdräkter som speglar stadens och regionens historia.

## Kommunikationer
Vid Kutina finns anslutningsväg till motorvägen A3 som i nordvästlig riktning leder Ivanić-Grad och huvudstaden Zagreb och i sydligvästlig riktning mot Slavonski Brod och den serbiska gränsen.